# Tour de Java oriental
El Tour de Java oriental (oficialment Tour de East Java) és una cursa ciclista anual per les terres de l'illa de Java, a Indonèsia. Es va crear el 2005 ja dintre del calendari de l'UCI Àsia Tour.

## Llista de guanyadors
| Any  | Guanyador            | Segon             | Tercer            |
| ---- | -------------------- | ----------------- | ----------------- |
| 2005 | Ahad Kazemi          | Paul Griffin      | Robin Reid        |
| 2006 | Ghader Mizbani       | Hossein Askari    | Taka Tashio       |
| 2007 | Björn Glasner        | Jai Crawford      | Hossein Askari    |
| 2008 | Ghader Mizbani       | Ahad Kazemi Sarai | Jai Crawford      |
| 2009 | Andrei Mizúrov       | Ghader Mizbani    | Hossein Askari    |
| 2010 | Hossein Alizadeh     | Sascha Damrow     | Hari Fitrianto    |
| 2011 | Hossein Jahanbanian  | Ting Hon Yeung    | Hossein Alizadeh  |
| 2012 | Ivan Tsissaruk       | Lee Rodgers       | Eko Hidayat       |
| 2013 | José Vicente Toribio | Hari Fitrianto    | David Clarke      |
| 2014 | Ghader Mizbani       | John Bohn Ebsen   | Amir Kolahdozhagh |